# Stylopoma varus
Stylopoma varus är en mossdjursart som beskrevs av Tilbrook 200. Stylopoma varus ingår i släktet Stylopoma och familjen Schizoporellidae. Inga underarter finns listade i Catalogue of Life.